# Беррінгтон-Гіллс (Іллінойс)
Беррінгтон-Гіллс (англ. Barrington Hills) — селище (англ. village) в США, в округах Кук, Кейн і Лейк штату Іллінойс. Населення — 4114 особи (2020).

## Географія
Беррінгтон-Гіллс розташований за координатами 42°8′19″ пн. ш. 88°12′11″ зх. д. / 42.13861° пн. ш. 88.20306° зх. д. (42.138642, -88.202959).  За даними Бюро перепису населення США в 2010 році селище мало площу 72,61 км², з яких 71,03 км² — суходіл та 1,58 км² — водойми.

## Демографія
Згідно з переписом 2010 року, у селищі мешкало 4209 осіб у 1501 домогосподарстві у складі 1253 родин. Густота населення становила 58 осіб/км².  Було 1675 помешкань (23/км²).
Расовий склад населення:
| - 91,2 % — білих - 6,5 % — азіатів - 0,8 % — чорних або афроамериканців |

До двох чи більше рас належало 1,1 %. Частка іспаномовних становила 2,7 % від усіх жителів.
За віковим діапазоном населення розподілялося таким чином: 23,7 % — особи молодші 18 років, 58,6 % — особи у віці 18—64 років, 17,7 % — особи у віці 65 років та старші. Медіана віку мешканця становила 48,3 року. На 100 осіб жіночої статі у селищі припадало 98,4 чоловіків;  на 100 жінок у віці від 18 років та старших — 99,6 чоловіків також старших 18 років.
Середній дохід на одне домашнє господарство  становив 224 212 долари США (медіана — 128 529), а середній дохід на одну сім'ю — 241 911 долар (медіана — 134 310). Медіана доходів становила 104 838 доларів для чоловіків та 75 766 доларів для жінок. За межею бідності перебувало 7,0 % осіб, у тому числі 21,1 % дітей у віці до 18 років та 3,1 % осіб у віці 65 років та старших.
Цивільне працевлаштоване населення становило 1746 осіб. Основні галузі зайнятості: науковці, спеціалісти, менеджери — 27,8 %, освіта, охорона здоров'я та соціальна допомога — 19,2 %, фінанси, страхування та нерухомість — 12,8 %, будівництво — 8,0 %.